# A Blind Legend
A Blind Legend – dźwiękowa komputerowa gra przygodowa opracowana przez francuskie studio Dowino w reżyserii Nourredine’a Ghachiego, wydana w 2015 roku na platfromy iOS, Android, Microsoft Windows i macOS. Jest to innowacyjna produkcja audio, w której gracz nie korzysta z warstwy wizualnej, a jedynie ze zmysłu słuchu. Gra została stworzona we współpracy z niewidomymi graczami i organizacjami wspierającymi osoby z niepełnosprawnością wzroku.
Fabuła gry osadzona jest w średniowiecznych realiach i opowiada historię niewidomego rycerza Blake’a, który wyrusza na ratunek swojej porwanej żony. Gracz kontroluje bohatera wyłącznie poprzez dźwięki przestrzenne i wskazówki audio. Rozgrywka polega na nawigacji po świecie gry, walce z przeciwnikami oraz rozwiązywaniu zagadek – wszystko to bez jakichkolwiek elementów graficznych.
Gra spotkała się z pozytywnym odbiorem zarówno wśród graczy niewidomych, jak i widzących, którzy docenili innowacyjne podejście do rozgrywki. Do 2025 roku została pobrana 1,2 miliona razy w 189 krajach.

## Nagrody
| Rok  | Festiwal/instytucja | Nagroda           | Nominowani | Wynik   |
| ---- | ------------------- | ----------------- | ---------- | ------- |
| 2015 | Ping Awards         | Nagroda specjalna | Dowino     | Wygrana |